# Гай Помпей Лонг Галл
Гай Помпе́й Лонг Галл (лат. Gaius Pompeius Longus Gallus; I століття) — політичний і державний діяч Римської імперії, консул 49 року.

## Біографія
Походив з роду Помпеїв, син Публія Помпея. Про дитячі та молоді роки відомостей не збереглося.
49 року його було обрано консулом разом з Квінтом Веранієм. Після цього був проконсулом римської провінції Азія.
З того часу про подальшу долю Гая Помпея Лонга Галла згадок немає.